# Регулярний сезон
Регулярний сезон — спортивне змагання командних видів спорту, що передують плей-оф. 
У регулярному сезоні зазвичай грається турнір, в якому за кожен зіграний матч отримують певну кількість очок. За підсумками цього турніру, в залежності від набраних очок, команди розподіляються по місцях, і кращі з них виходять у стадію плей-оф, де розігрують головний, найпрестижніший приз змагання.
Схема «регулярний сезон — плей-оф» застосовується у багатьох спортивних лігах та чемпіонатах, передовсім у північноамериканських: НХЛ, НБА, МЛБ, НФЛ, а також у більшості інших, нижчих за рангом, лігах.